# Vadgerle
A vadgerle (Streptopelia turtur) a madarak (Aves) osztályának galambalakúak (Columbiformes) rendjébe, ezen belül a galambfélék (Columbidae) családjába tartozó faj. A közeli rokon balkáni gerlével (Streptopelia decaocto) együtt vadgalambnak is nevezik.

## Előfordulása
A vadgerle Észak-Írország, Észak-Anglia, Skandinávia, Finnország és Izland kivételével egész Európában költ. Előfordul Délnyugat- és Közép-Ázsiában, valamint Észak-Afrikában is. A Szaharától délre eső szavannákon telel át, és áprilisban visszaszáll északra.
Megkísérelték meghonosítani Ausztráliában és Új-Zélandon is, de nem sikerült.

### Kárpát-medencei előfordulása
Magyarországon április és szeptember között rendszeres fészkelő, de más időszakban is előfordul.

## Alfajai
- Streptopelia turtur arenicola
- Streptopelia turtur hoggara
- Streptopelia turtur isabellina
- Streptopelia turtur moltonii
- Streptopelia turtur rufescens
- Streptopelia turtur turtur

## Megjelenése
Testhossza 27 centiméter és a testtömege általában 150 gramm. Szeme pirosan szegélyezett, tollazata felül sötétebb, mint alul. A nyak mindkét oldalán fekete-fehér csíkozású minta található, a szárnyfedő tollak feketés árnyalatúak, széles, rozsdavörös szegéllyel. Melle enyhén borvörös, a szárny és a test alsó része világosszürke. Farka hosszú és fekete, a végén keskeny, fehér szegéllyel.

## Életmódja

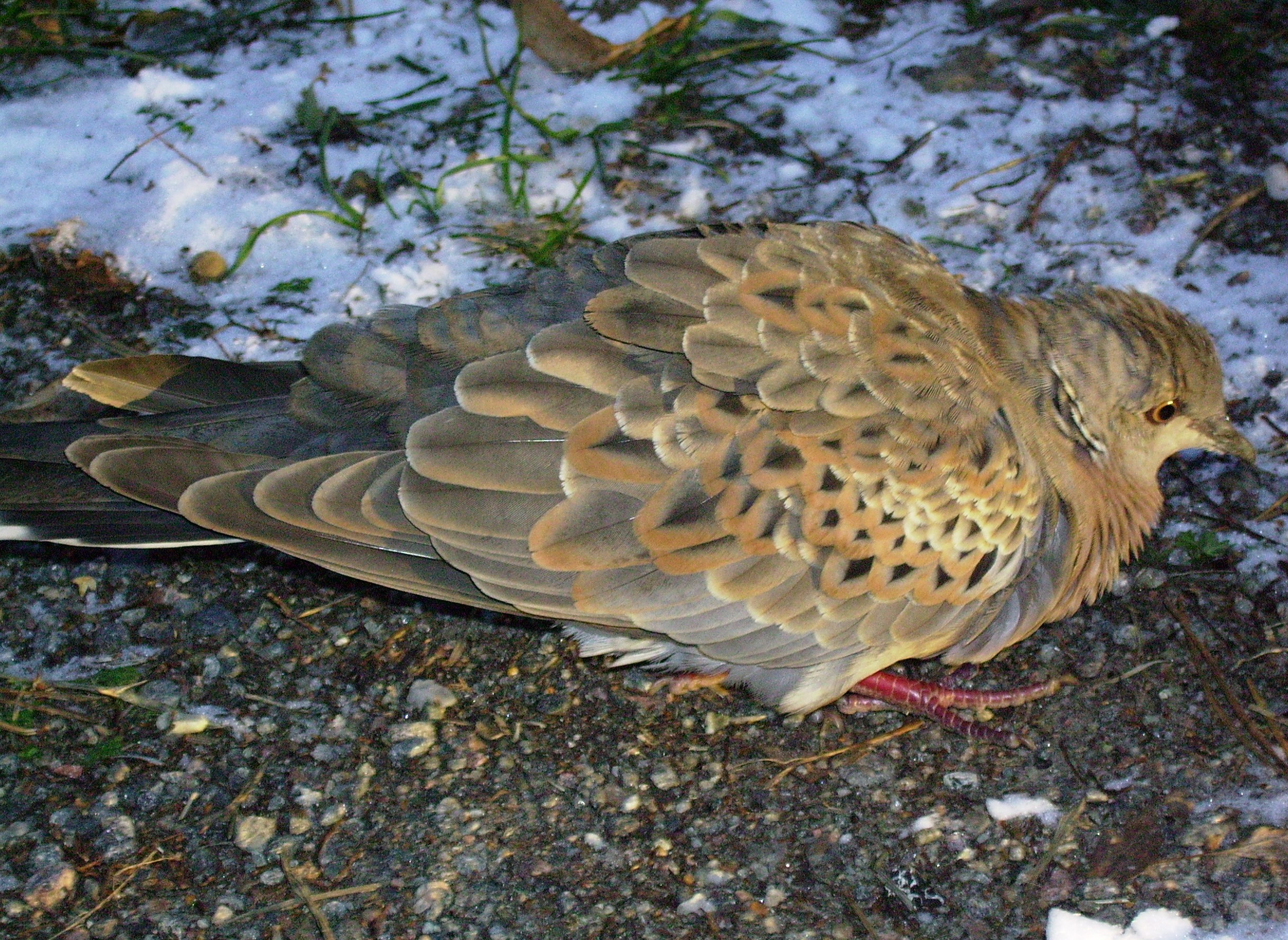
Vadgerle télen

Ez a galambféle csapatokban keres táplálékot a földeken; sokkal félénkebb, mint a balkáni gerle. Táplálékát lágy szárú növények és fűfélék magvai, valamint gyümölcsök teszik ki, míg a fiókákat „begytejjel” eteti; ez zsír- és fehérjedús folyadék, amit begyéből, a nyelőcső zacskószerű tágulatából öklendezik ki.

## Szaporodása

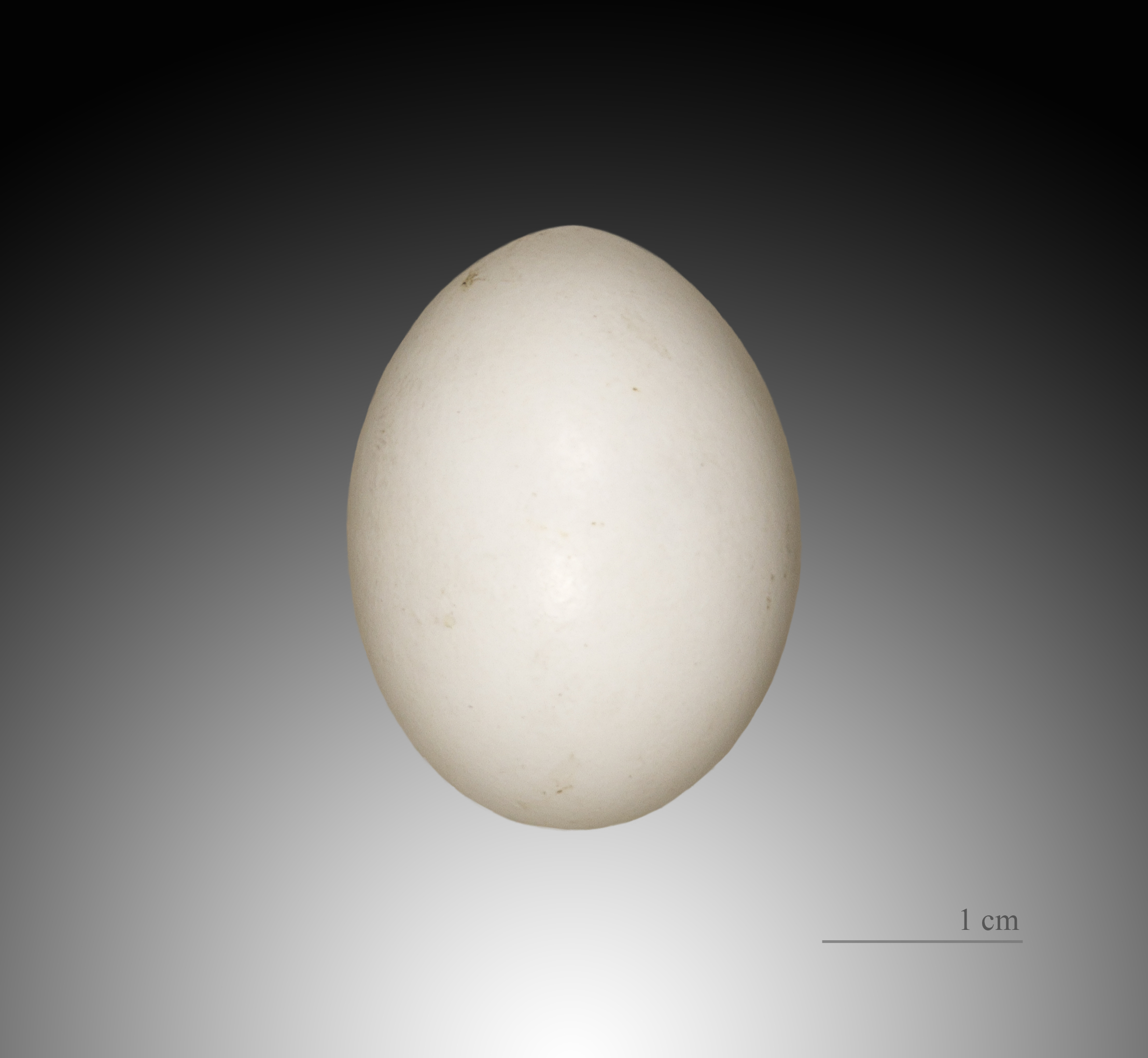
A Streptopelia turtur turtur tojása

Az ivarérettséget egyéves korban éri el, a költési időszak április végétől szeptemberig tart. Évente kétszer költ. A fészekaljba 2 tojás kerül, ezeken felváltva mindkét szülő kotlik 13-16 napig. A fiatal madarak a 20. nap után repülnek ki.